# Mieczysław Marcin Łuczak
Pour les articles homonymes, voir Łuczak.
Mieczysław Marcin Łuczak, né le 9 juillet 1955 à Wieluń, est un homme politique polonais.
Membre du Parti paysan polonais (PSL), il représente la circonscription de Sieradz de 2005 à 2015.